# J. 스콧 캠벨
제프리 스콧 캠벨(영어: Jeffrey Scott Campbell, 1973년 4월 12일 ~ )은 미국의 만화 일러스트레이터이다. 2001년 《어메이징 스파이더맨》의 표지를 그렸다/